# Fernando Martínez Heredia
Fernando Ramón Martínez Heredia (Yaguajay, 21 de enero de 1939-La Habana, 12 de junio de 2017) fue un educador, filósofo y político cubano.
Combatió contra la dictadura de Fulgencio Batista en las filas del Movimiento 26 de julio. Después de triunfar la revolución, se graduó como Licenciado en Educación. Trabajó como profesor de Ciencias Sociales, en la Escuela Lazo de la Vega. Posteriormente fue profesor de Filosofía de la Universidad de La Habana y director de su Departamento de Filosofía. Participó como miembro del grupo que elaboró el "Plan de universalización de la enseñanza y acceso a la educación superior"; además formó parte del grupo de investigaciones sobre Educación Superior. Fue profesor de postgrado impartió conferencias sobre temas sociales en diversas instituciones de Cuba y de otros diecinueve países, en los cuales trabajó como profesor o investigador invitado.
Investigador de la realidad social cubana y latinoamericana en la Universidad de La Habana, el Centro de Estudios sobre Europa Occidental, el Centro de Estudios sobre América, el Centro de Investigaciones Interdisciplinarias en Humanidades y en la Universidad Nacional Autónoma de México. Trabajó en el Instituto Cubano de Investigación Cultural Juan Marinello, donde fue presidente de la cátedra de estudios "Antonio Gramsci".

Publicaciones
Enriqueció de forma extraordinaria con sus criterios, el diálogo educativo que caracterizó sus intervenciones y publicaciones que en el orden de más de doscientos artículos y ensayos aparecen en revistas especializadas en Cuba y en el extranjero.
También sus resultados investigativos alimentaron los textos que como autor editó o los más de diez libros donde aparece como coautor, entre los últimos títulos están: "Socialismo liberación y democracia"; "La revolución cubana del 30" y "El ejercicio de pensar".